# 桥西区 (石家庄市)
桥西区是河北省石家庄市下属的市辖区，位于市区西南，是河北省政府及其大部分直属机关所在地，是主要的行政区，北面是市区主要商业街中山路。區人民政府駐槐安西路169號。

## 行政区划
桥西区下辖17个街道办事处：
东里街道、中山街道、南长街道、维明街道、友谊街道、红旗街道、新石街道、苑东街道、西里街道、振头街道、留营街道、长兴街道、彭后街道、东风街道、东华街道、休门街道和汇通街道。

## 人口
截至2020年11月1日零時，橋西區常住人口979646人。